# Afstemming (hoorspel)
Afstemming is een hoorspel van Torgny Lindgren en Tua Forsström. Het werd vertaald door Veerle Ceuppens en de BRT zond het uit op dinsdag 5 januari 1988. De regisseur was Greet Pernet. Onder de titel Stimmungsstück / Impromptu für Radio werd het op 4 december 1994 door de Westdeutscher Rundfunk uitgezonden.

## Rolbezetting
- Gerda Marchand (de dame)
- Jo De Meyere (de pianostemmer)

## Inhoud
Al 22 jaar lang een ritueel: elk jaar laat de oude, intussen aan kanker lijdende eenzame dame de pianostemmer komen, serveert hem koffie en gebak en vertelt steeds dezelfde verhalen. In haar jeugd gaf ze de droom van een pianistencarrière op, omdat ze de dubbelslag nooit onder de knie kreeg. Na dit bitter inzicht heeft ze zich nooit meer aan het klavier gezet, maar ze wil voorbereid zijn en laat daarom jaar na jaar de pianostemmer komen. Die zet telkens zijn blindenstok in de paraplubak, want sinds een diagnose van jaren geleden bereidt hij er zich op voor dat hij blind zal worden. Hoe jammer dat de pianostemmer alweer zo vlug moet weggaan. Voor de eerste keer biedt de oude dame hem vandaag een sherry aan. En voor de eerste keer biedt hij haar aan, met hem vierhandig te spelen...